# Alleskleber

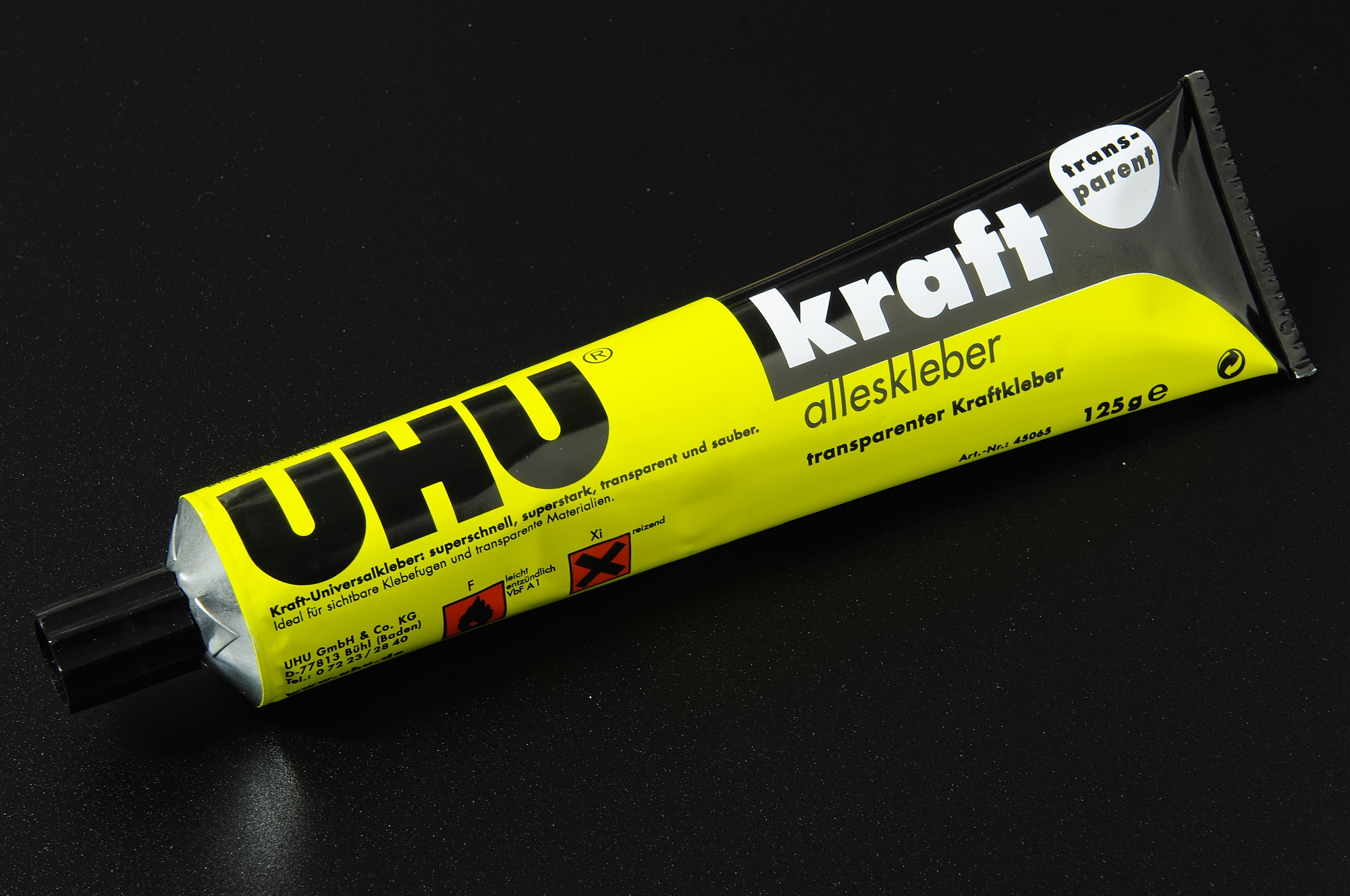
Uhu-Alleskleber

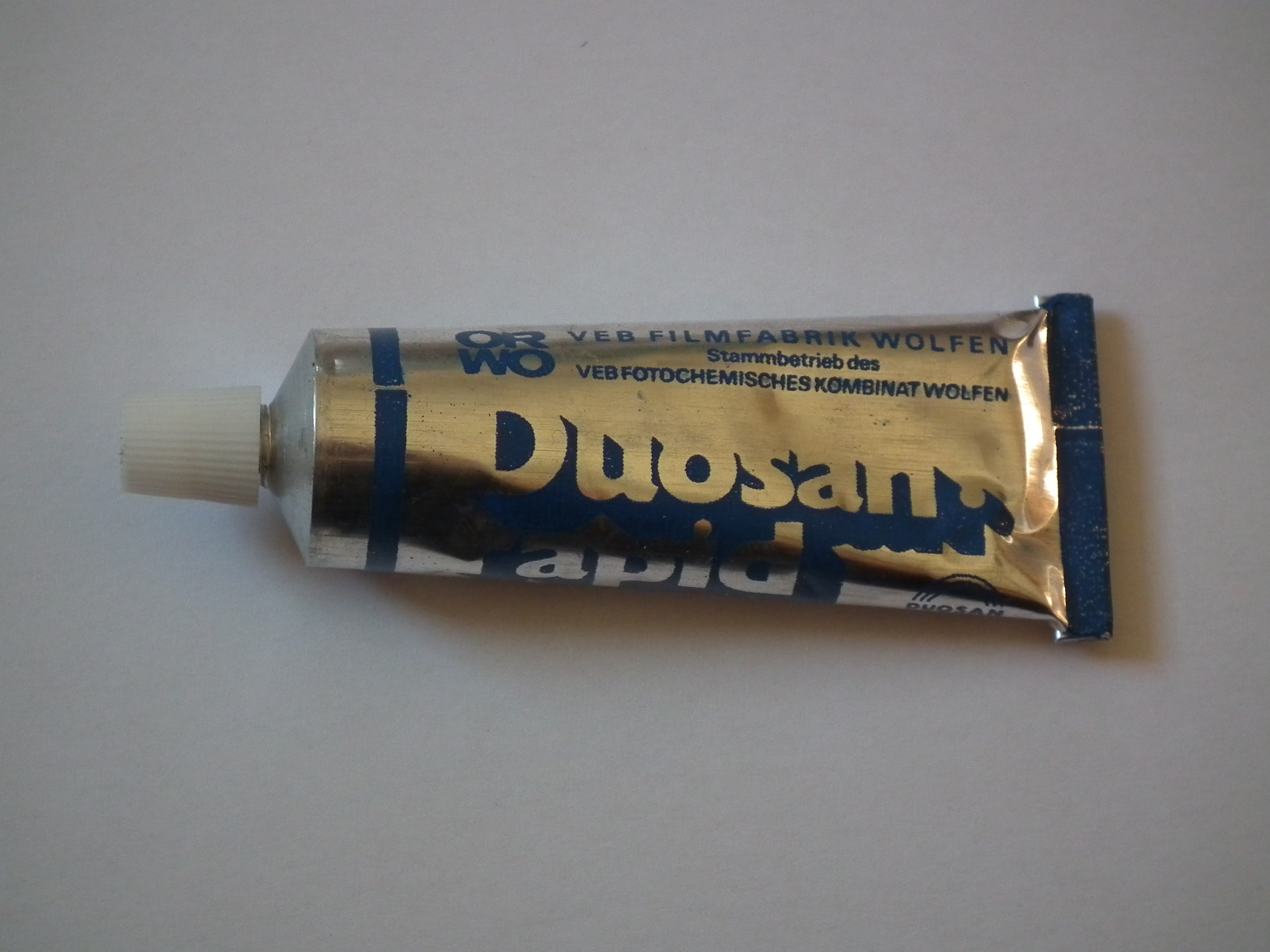
Alleskleber Duosan Rapid, 33-ml-Tube

Alleskleber ist ein in den allgemeinen Sprachgebrauch übernommener Begriff für eine Gruppe lösemittelhaltiger Nassklebstoffe, die für eine große Anzahl verschiedener Werkstoffe geeignet und daher an die Zielgruppe der Haushalts- und Hobbyanwender gerichtet sind.

## Eigenschaften
Im Gegensatz zu den meisten Klebstoffen, die in Industrie bzw. Handwerk verwendet werden und oft auf wenige Werkstoffe und Einsatzbereiche beschränkt sind, bieten Alleskleber zwar auf keinem Material überragende Haftung, ermöglichen aber aufgrund ihres Lösemittelgehalts auf fast allen Materialien (Ausnahme: einige Kunststoffe und Silikone) eine gute Benetzung. Die geringe chemische Beständigkeit (vor allem gegenüber Wasser und organischen Lösemitteln) sowie die niedrige Erweichungstemperatur (ca. 40 °C) begrenzen die Anwendung auf den Innenbereich. Für viele im Haushalt auftretende Anwendungsfälle (Materialien: Papier, Pappe, Leder, Textilien, Holz) sind die Eigenschaften aber ausreichend.